# Carrières du 16e arrondissement de Paris

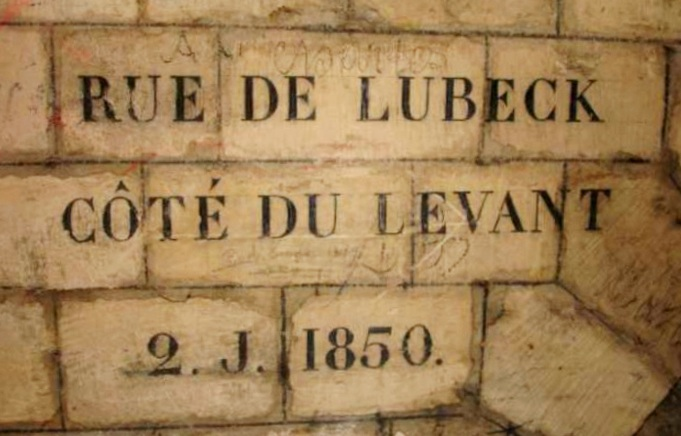
Inscription dans un réseau d'anciennes carrières sous la rue de Lübeck.

Les carrières du 16e arrondissement de Paris constituent un ensemble de petits réseaux de galeries souterraines. 
Contrairement aux deux plus grands réseaux de Paris, le Grand Réseau Sud et les carrières du 13e arrondissement, celles du 16e ne sont pas reliées par un réseau unique datant du XIXe siècle, mais éclatées en plusieurs sous-réseaux, dont le plus grand se situe sous le quartier de Chaillot. Au total, les carrières du 16e comportent un peu plus de 7 km de galeries. 41 rues de l'arrondissement ont leur sous-sol sous-miné.

## Histoire

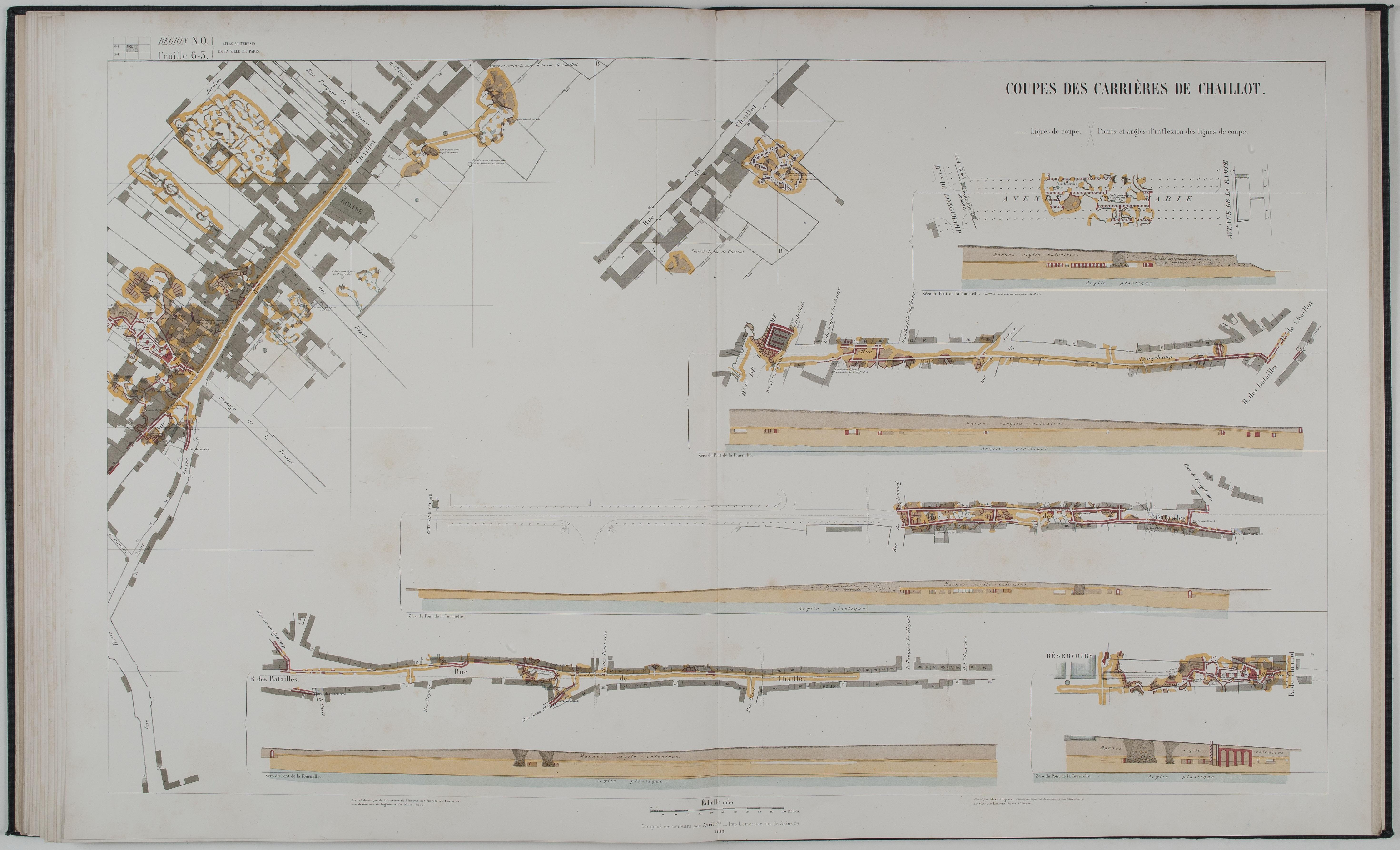
Coupes des carrières de Chaillot, Atlas souterrain de la ville de Paris.

La rue Raynouard, qui suit une courbe de niveau se trouve ainsi à flanc de coteau. Elle est percée de nombreuses cavités - aujourd'hui caves d'immeubles - dont Patrick Saletta considère qu'elles étaient des habitations troglodytiques.
Du fait des fontis causés par les vides de carrières, leur exploitation a été interdite dans Paris en 1813. L'actuel 16e arrondissement n'était alors pas intramuros et des pierres à bâtir y étaient donc toujours prélevées dans la première moitié du XIXe siècle. Lorsque les communes d'Auteuil et Passy ont été annexées par la capitale en 1860, le règlement parisien s'y est appliqué et l'exploitation a cessé.

## Celliers et abris
Au Moyen Âge, les coteaux de Chaillot (qui se situaient alors hors des limites administratives de Paris) étaient plantés de vignes. Le vin que l'on y récoltait, avant d'être vendu, se trouvait entreposé dans des caves dont certaines étaient d'anciennes carrières aménagées. En effet, bien que les carrières situées sur la rive droite de la Seine soient moins humides que celles de la rive gauche, elles bénéficient d'une hygrométrie plus élevée que la surface et restent à une température de 15 °C, été comme hiver.
Au XVe siècle, une congrégation de moines s'installe à Passy : ils sont les premiers à transformer les carrières situées sous leur domaine en cave, puis en cellier. Cette vocation de stockage de vin ne s'interrompit jamais, puisque les lieux furent encore utilisés, juste après la Seconde Guerre mondiale, par le restaurant de la tour Eiffel qui y entreposa ses bouteilles. Depuis 1981, l’ancien cellier accueille le musée du Vin, qui retrace l’histoire et le terroir des vins français.
Sous l’actuelle ambassade de Turquie, au 16 avenue de Lamballe, se trouve un petit réseau de galeries datant du XVIIe siècle. Ce réseau, très modeste puisqu’il ne mesure que 160 mètres, présente néanmoins deux particularités. Tout d'abord, il a été construit afin d'alimenter un petit aqueduc et un réservoir qui alimentait les jardins privés du seigneur de Passy. Par la suite, ce même réseau a servi de refuge lorsque Passy a été bombardé, en 1871, puis lors d'alertes aériennes en 1918. Parmi les anciennes maisons du quartier, nombreuses sont celles qui ont été bâties sur des vides de carrières relativement proches de la surface. Ces vides ont été par la suite transformés en caves (on dénombrerait une trentaine de ces caves pour la seule rue de Passy), et utilisés à divers usages, notamment la défense passive pendant les périodes de conflit.

## Réseau Chaillot

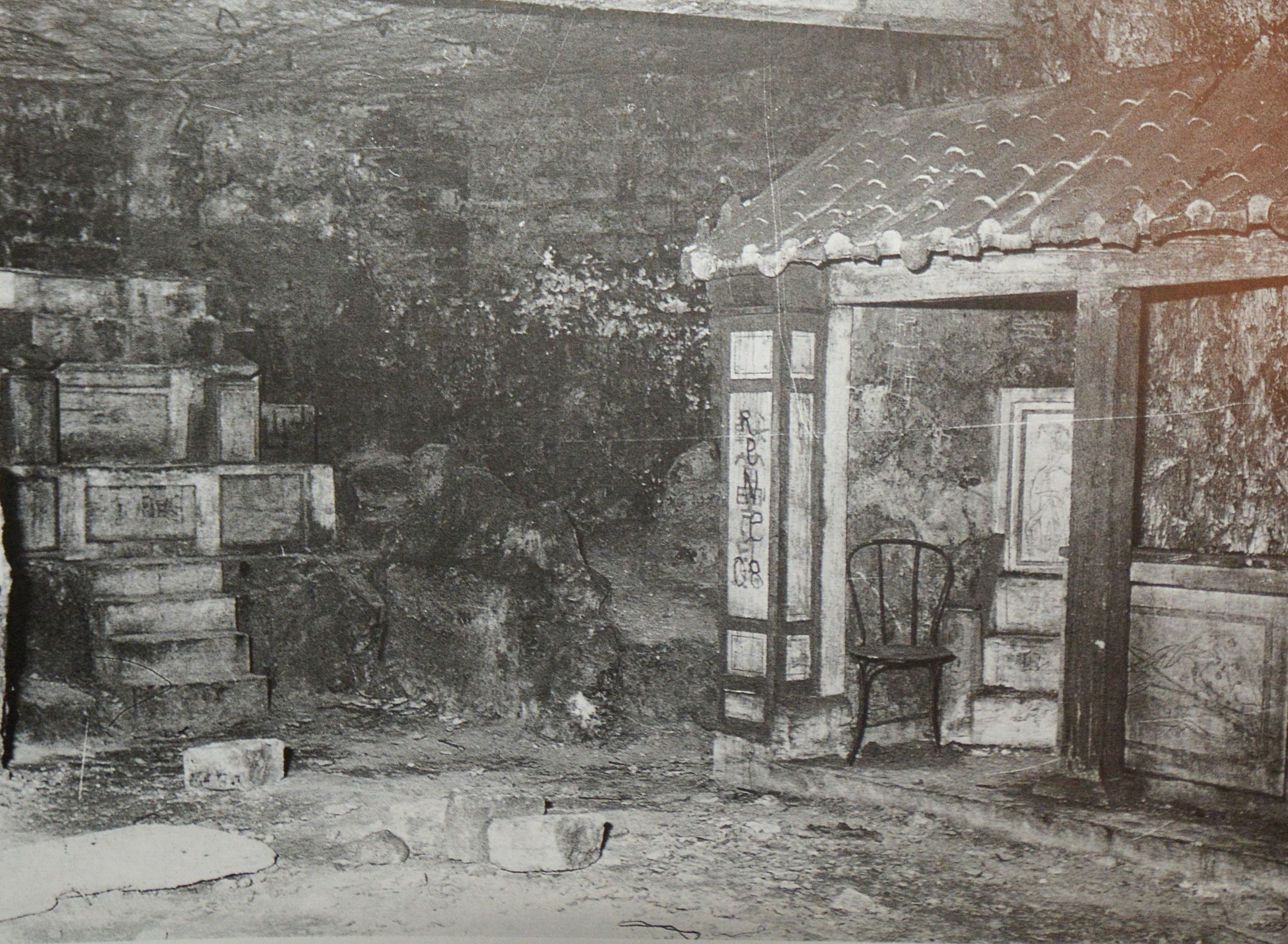
Vue du temple chinois reconstitué dans la carrière de Chaillot, sous le palais du Trocadéro, pour l'exposition universelle de 1900.

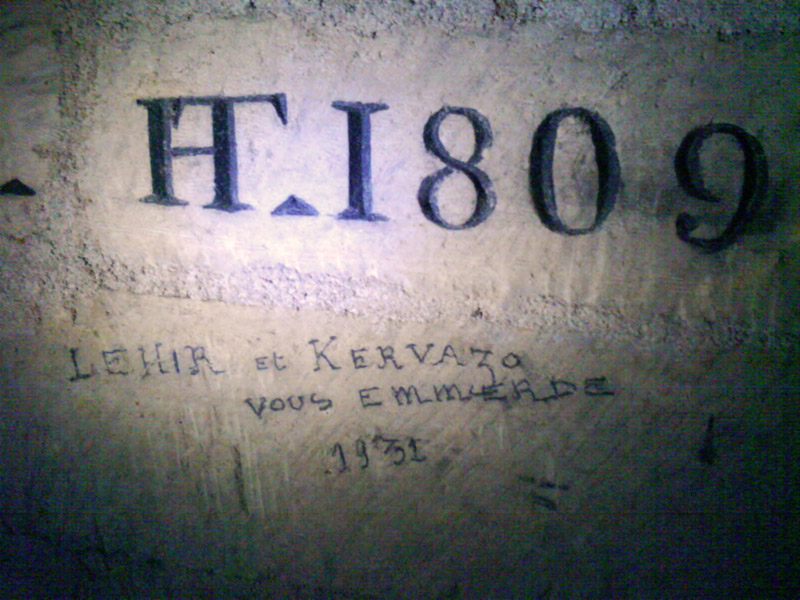
Trace indicative d'une maçonnerie réalisée dans le réseau de Chaillot. Noter, juste en dessous, l'insolite graffiti au fusain.

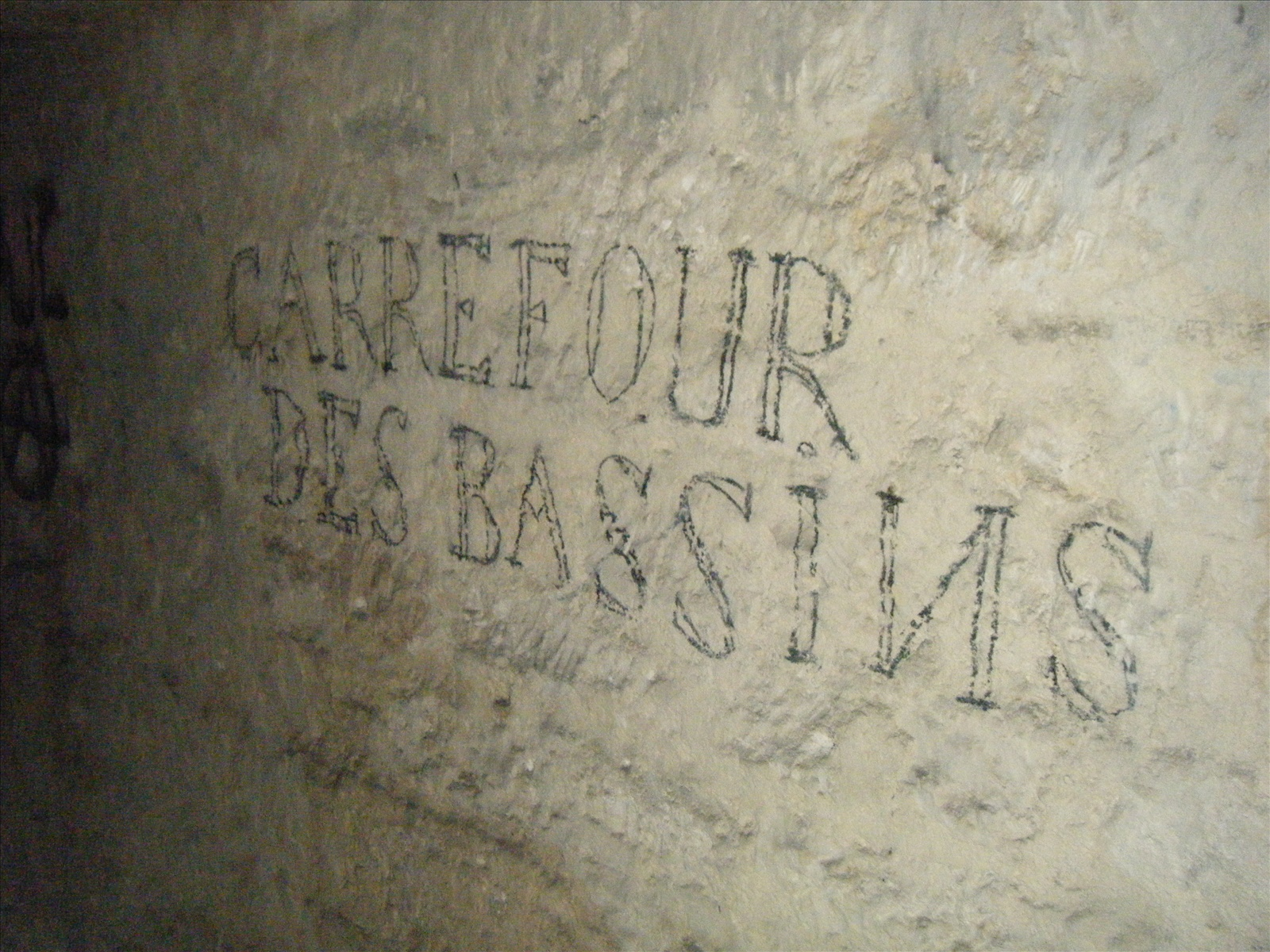
Cette marque, tracée au fusain, rappelle l'existence de l'ancien bassin au croisement de la rue Freycinet et de la rue de Lübeck.

Sous le quartier de Chaillot s'étend un réseau d'environ 7 km. Il abrite d'anciennes carrières en piliers tournés, dont la majeure partie, remblayée ou maçonnée, a laissé place à des galeries d'inspection. L'édification du palais du Trocadéro, en 1877, a nécessité la consolidation d'1,78 ha de souterrains par massifs de maçonnerie sous le bâtiment et par remblais sous le jardin du Trocadéro.
Ce réseau, renforcé dès le XVIIIe siècle, a accueilli une partie de l'exposition universelle de 1900. L'idée d'utiliser ces carrières pour y présenter une partie de l'exposition n'est pas nouvelle : en 1889, on avait proposé d'y installer un musée géologique, où les visiteurs circuleraient dans une galerie de 600 m. Le projet avait alors été rejeté. Allégé et réduit, il a été accepté pour l'exposition de 1900. Le projet fut réalisé dès 1898 par le Comité central des houillères de France de France et l'ingénieur des mines Louis de Launay en fut le commissaire. Il consistait en deux expositions distinctes : « Le Monde souterrain » et « L'exposition minière souterraine ». Dans la première, on put admirer « une mine phénicienne du IXe siècle av. J.-C. ; des tombes reconstituées, égyptienne, mycénienne, étrusque ; une mine de plomb du XVIe siècle ; un temple chinois ; des grottes ornées d'animaux préhistoriques ; une reconstitution du lac et du gouffre de Padirac. La deuxième exposition, proximale, présentait mines et techniques minières au visiteur. ». Une sorte de proto-tunnel sous la Manche avait également été construit. Il consistait en une galerie dont le mur était gravé de fausses strates inclinées. De nos jours, les boiseries de la mine de charbon et les parois gravées du tunnel sous la Manche sont encore bien visibles ; le reste a subi les ravages de l'humidité ou a été pillé. Le charbon a été récupéré pendant l'Occupation.
Les fondations du palais de Chaillot furent pendant quelques années utilisées par La Mexicaine De Perforation, un groupe qui y organisait chaque été des festivals de cinéma. Ces rassemblements étaient clandestins ; c'est une dénonciation anonyme qui y a mis un terme à l'été 2004. La police investit les lieux le 23 août et le réseau Chaillot, tombé dans un relatif oubli au sein du grand public depuis l'exposition universelle, reçut un coup de projecteur médiatique inattendu. Bien que, selon ses créateurs, l'endroit ne contienne qu'une quarantaine de places , l'AFP évoque une salle de 300 m2, décrite comme mesurant 400 m2 dans les journaux Le Monde et Le Parisien. La découverte du cinéma clandestin entraîne son déménagement, puis les rares restes de l'endroit sont brûlés et mêlés aux détritus. Il redevient ensuite un lieu de passage pour les cataphiles. En 2006, certains d'entre eux y construisent une sorte de comptoir fait de moellons.
Outre l'ancienne exposition universelle et l'ex-cinéma clandestin, les lieux notables des carrières de Chaillot sont :
- La salle Z prime.

Consolidée en 1845 par de grandes arches maçonnées, elle constitue un mini-complexe où l'on trouve un puisard circulaire, un puits à échelons maçonné et divers bancs ou tables réalisés par des cataphiles. Son nom fait référence à la salle Z, située sous le Val-de-Grâce dans le GRS ;
- La salle des Carriers.

C'est l'antichambre d'un escalier en colimaçon menant à l'avenue Kléber ;
- La galerie située sous la rue Freycinet.

Plusieurs plaques de liais y rappellent l'existence d'un ancien réservoir à eau, détruit à la fin du XIXe siècle lors du percement de la rue.

## Autres réseaux

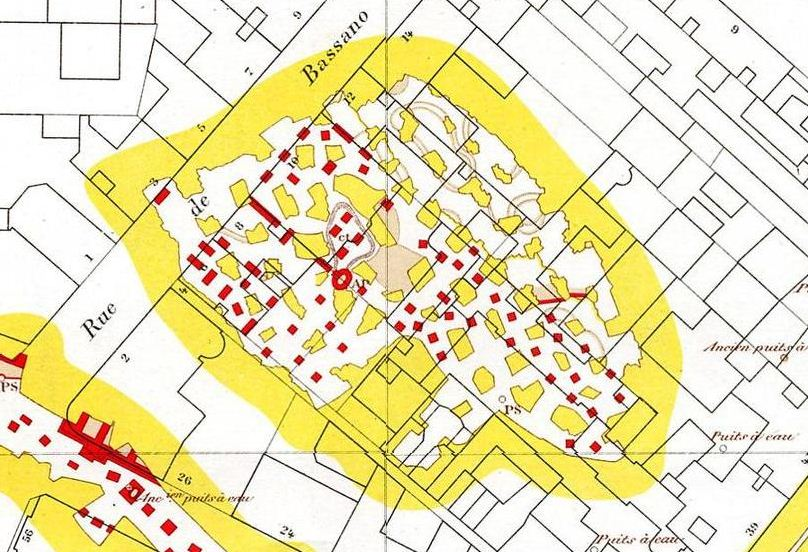
Carrière de la rue Bassano (planche IGC, échelle 1/1000e)

D'autres réseaux, très petits, se trouvent sous le 16e arrondissement :
- Le réseau dit de Passy, situé sous la rue du même nom et le début de la rue de la Tour[19] ;
- L'ancienne carrière de la rue de la Tour, exploitée à ciel ouvert jusqu'au début du XIXe siècle, devenue souterraine du fait de l'urbanisation, qui s'étend de la rue de la Pompe à la rue Cortambert[20].
- Une ancienne carrière en piliers maçonnés sous le lycée Saint-Louis-de-Gonzague[21] ;
- Sous la rue Bassano se trouve une carrière en partie remblayée, pourvue de fronts de taille intacts. Elle n'est reliée à la surface que par un puits sans échelons et mesure une taille réduite, comme il est possible de le voir sur la planche IGC ci-contre, où se trouve cartographiée l'intégralité du réseau ;
- Encore plus petite est la carrière située sous le lycée Gerson, constituée d'une seule salle en piliers maçonnés. Plusieurs tags anciens, tracés à la lampe à acétylène, y sont encore visibles ;
- Sous la rue Cortambert, un minuscule réseau contient une unique galerie de 100 mètres dont la hauteur ne dépasse pas 1,50 m.
- Sous la chapelle annexe de l'église Saint-Pierre-de-Chaillot se trouve un tout petit réseau au sein duquel a été consolidée une superficie de 140 m² en 1887. La profondeur du réseau est de 12,50 m et la hauteur des galeries est de 5 m[7].
- Sous le presbytère de l'église Notre-Dame-de-Grâce-de-Passy, ce sont 150 m² qui ont été consolidés à la même époque. La profondeur du souterrain est de 5,50 m et la hauteur du sol au ciel de 3,30 m[7].